# Håvard Bjerkeli
Haavard Bjerkeli, né le 5 août 1977, est un fondeur norvégien.

## Biographie
Il fait ses débuts en Coupe du monde en décembre 1998 à Milan (12e du sprint). Un an plus tard, il finit troisième du sprint libre de Kitzbühel, montant sur son premier podium individuel. Il remporte une première victoire en relais en novembre 2001 à Kuopio puis en individuel en mars 2003 à l'occasion du sprint classique d'Oslo. En février 2004, il s'impose sur le sprint classique de Drammen.
Il a été sélectionné pour l'édition 2003 des Championnats du monde où il décroche la médaille d'argent au sprint libre derrière Thobias Fredriksson.
Il a participé aux Jeux olympiques d'hiver de 2002 où il est 13e du sprint.
Il se retire du circuit mondial en 2006.

## Palmarès

### Championnats du monde
- Championnats du monde de ski nordique 2003 à Val di Fiemme  Italie :
  -  Médaille d'argent en sprint.

### Coupe du monde
- Meilleur classement général : 18e en 2002 et 2004.
- Meilleur classement en sprint : 3e en 2004.
- 8 podiums :
  - 4 individuels dont 2 victoires.
  - 4 par équipes dont 3 victoires.